# Mikelić
Mikelić je hrvatsko prezime.
Mikelići dolaze iz Vranjica i susjednog grada Solina, gdje su doselili u vrijeme Kandijskog rata, prema nekim izvorima iz Kljaka kraj Drniša te iz BiH.

## Rasprostranjenost
U Hrvatskoj danas živi oko 420 Mikelića u 190 domaćinstava, a sredinom prošlog stoljeća bilo ih je približno 520.
Prisutni su u većini hrvatskih županija, najviše u Splitu (110), Solinu (75), Zagrebu (50), Vranjicu (50), te u Banjolu na otoku Rabu (20).